# Estêvão de Uppsala
Estevão de Uppsala, conhecido como Stefan av Alvastra, (? – 18 de julho de 1185) foi o primeiro Arcebispo de Uppsala de 1164 até sua morte.

## Biografia
Não se conhece a origem de Estevão, mas uma tradição tardia diz que era da Inglaterra. Foi um monge católico pertencente à Ordem Cisterciense, que no século XII fundou vários mosteiros na Suécia, principalmente o de Alvastra.
Desde a visita do legado papal Nicholas Breakspear à Suécia em 1152, havia planos para estabelecer um arcebispado sueco; no entanto, a situação política e a falta de maturidade da igreja sueca impossibilitaram esse avanço. Assim, a igreja sueca continuou submissa a Dinamarca e o legado deixou o sinal do arcebispado, o pálio, com Eskil de Lund, o qual foi feito primaz da Suécia em 1157 e instruído a nomear um arcebispo para a Suécia assim que possível.
Em 1164, a Dinamarca apoiava o antipapa do imperador Frederico I e o Papa Alexandre III estava exilado após ser forçado a fugir de Roma. A Suécia viu a oportunidade para solicitar sua independência eclesiástica. O rei Carlos VII, o jarl e os bispos suecos concordaram que o monge Estevão, recentemente eleito bispo de Uppsala, mas ainda não ordenado, se tornaria arcebispo. Assim, procuraram a aprovação do papa em Sens. O Papa Alexandre III incumbiu Eskil de Lund, arcebispo dinamarquês também exilado em Sens, a ordenar Estevão. Assim, ele foi consagrado na catedral de Sens, em 5 de agosto de 1164.
Estevão esteve novamente em novembro de 1169 com Alexandre III, que agora residia em Benevento. Ele emitiu uma carta aos habitantes da Diocese de Uppsala, na qual expressa surpresa por eles se terem levantado contra os líderes da sua igreja e os forçado a responder por alegados crimes perante juízes seculares. Ele os exorta doravante a mostrar a devida obediência e reverência.
A viagem de Estevão à Itália aparentemente passou pela Dinamarca, pois o principal motivo da visita papal foi uma missão do rei Valdemar de grande importância política; o arcebispo persuadiu o Papa a canonizar o pai do rei, o duque Canuto Lavardo. A situação política era favorável. O imperador ainda estava em cisma com o papa, mas Valdemar havia feito as pazes com ele e para agradar um aliado na fronteira norte da Alemanha, Alexandre III atendeu ao pedido do rei e canonizou Canuto. Após seu retorno à Dinamarca, em 25 de junho de 1170, o arcebispo participou do enterro solene dos ossos do novo santo no mosteiro de Ringsted, e da coroação do filho do rei, Canuto VI. Em estreita ligação com os acontecimentos em Ringsted, Estevão, segundo Saxão, juntamente com o bispo eleito de Oslo, Helge, desempenhou um papel de mediador entre o rei Valdemar da Dinamarca e o jarl norueguês Erling Skakke, pai do rei Magno V, quando eles fizeram as pazes em 1170.
A estadia do arcebispo no estrangeiro deve ser vista no contexto da evolução política na Suécia. Em 1167, o rei Carlos VII foi assassinado por Canuto Eriksson, o que desencadeou uma guerra entre o novo rei e os parentes do assassinado. O filho mais novo de Carlos, mais tarde rei Suérquero, foi levado em segurança para a Dinamarca. O relacionamento do Rei Valdemar com o Rei Canuto foi tenso. O fato de Estevão também ter fugido para a Dinamarca e realizado importantes missões políticas em nome de Valdemar indica que ele tinha ficado do lado dos viúvos, considerando também que o rei Carlos esteve por trás da sua elevação a arcebispo e que o rei Suérquero favoreceu o mosteiro de Alvastra.
Quando Canuto consolidou o seu poder na Suécia, Estevão adaptou-se ao novo regime. O conteúdo de uma coleção de cartas papais de setembro de 1171 ou 1172 sugere que o arcebispo retornou à sua diocese e começou a cooperar com o rei. No entanto, ele parece ter sido forçado a aceitar que um dos seus sufragâneos deveria renunciar ao seu cargo. Ele também esteve em Ringsted em 1170, e uma carta de 1171/72 afirma ter declarado diante de Eskil que "preferia a paz do mosteiro aos deveres episcopais".
Uma das cartas de 1171/72 é dirigida a Estevão e aos seus bispos obedientes. É muito longa e contém muitas citações literais da lei eclesial codificada no Decretum Gratiani, porque o Papa acredita que a ignorância da lei atual levou a abusos na Suécia. Entre outras coisas, o Papa instou o arcebispo a intervir contra o próprio sistema eclesial; os leigos não deveriam ser autorizados a dispor de igrejas e contratar padres sem a participação do seu bispo, porque monges fugitivos, assassinos ou mesmo pessoas não ordenadas poderiam servir como padres. Outra carta, com os mesmos destinatários, resume a visão da Igreja sobre a moralidade sexual. Outros detalhes referem-se especificamente a problemas do arcebispo.
Duas cartas papais posteriores sugerem que Estevão tinha dificuldade em controlar os seus subordinados. Em algum momento entre 1174 e 1178, Alexandre III repreende os padres da diocese, que provavelmente tinham patronos seculares em vez do arcebispo para agradecer pelos seus serviços. O Papa exorta-os, entre outras coisas, a receberem com reverência o seu chefe da diocese quando ele vier para a sua visita anual e a obedecerem às suas benéficas admoestações. Ele também os exorta a serem bons exemplos para os seus paroquianos, abstendo-se da embriaguez e da alimentação inadequada. Na mesma ocasião, o Papa também apela ao Rei Canuto e ao Jarl Birger para demonstrarem a devida obediência e reverência e que garantam que três fazendas que anteriormente pertenciam ao bispado de Uppsala fossem ali restauradas.
Em 1181, o Papa concedeu certas concessões à Igreja na Suécia devido à grande distância de Roma e que os seus habitantes concordaram em pagar a multa de Pedro, o que já tinha acontecido durante a visita do Cardeal Nicolau em 1153. Assim, Estevão e os seus bispos obedientes apenas precisavam visitar o Papa a cada três anos, contra normalmente todos os anos. Foi-lhes também concedido o direito de despedir aqueles que abusaram - mas não mataram ou mutilaram - clérigos, que de outra forma teriam de ir ao Papa para fazer penitência.
Na tradição tardia, afirma-se que Alexandre III, a pedido de Estevão, canonizou Helena de Skövde em 1164. Também foi sugerido que o arcebispo, com sua experiência na Dinamarca na criação de santos dinásticos, pode ter desempenhado algum papel na criação do culto ao pai do rei Canuto, Érico, o Santo, que já era venerado como um santo dentro de Uppsala.
Estevão foi o primeiro bispo sueco a emitir moedas, provavelmente cunhadas em Sigtuna, o que deve ter significado uma renda importante para ele. O capítulo regular, testemunhado pela primeira vez sob o sucessor Pedro, provavelmente foi fundado por Estevão; também é provável que tenha introduzido o dízimo do bispo, cuja existência também é testemunhada pela primeira vez sob Pedro.
David Cheney é a única fonte a apontá-lo Estevão de Alvastra como Santo.